# Ексельсіор (Рубе)
«Ексельсіор Атлетік Клуб» (фр. Excelsior Athlétic Club) — французький футбольний клуб з міста Рубе, що існував з 1928 по 1945 і з 1970 по 1978 роки.
1932 року став одним із засновників французької професіональної ліги. Перший сезон серед професіоналів став найкращим в історії «Ексельсіора» — команда стала володарем кубка Франції. На шляху до фіналу були здобуті перемоги над «Руаном» (5:2), «Ніццею» (3:1) і «Сетом» (2:1). Суперниками у вирішальному матчі були земляки з «Расінга». У перші 26 хвилин гри нападники Жульєн Буже, Норберт Ван Канегем та Марсель Ланжіє забили три м'ячі і лише у другій половині пропустили гол у відповідь (остаточний рахунок — 3:1 на користь «Ексельсіора»).
У фіналі грали: воротар — Люсьєн Джанеллоні, Ернест Пен, Альбер Дульс, Давід Бартлетт, Селестен Дельмер, Робер Барбьє, Анрі Буржаве, Жульєн Буже, Норберт Ван Канегем, Ноель Льєтер і Марсель Ланжіє. Тренував команду Томас Гріффітс.
Всього в Лізі 1 «Ексельсіор» провів сім сезонів: 194 матчі, 75 перемог, 46 нічиїх, 73 поразки, різниця забитих і пропущених м'ячів 404—388. Найкраще місце — п'яте (1933/34). У всіх матчах елітного дивізіону брав участь Альбер Дульс, найкращий бомбардир — Гайнріх Гілтль (83 голи). Два сезони за клуб провів Еленіо Еррера, у майбутньому — один з найвідоміших тренерів в історії світового футболу.
Учасником першого чемпіонату світу був Марсель Ланжіє, другого — Ноель Льєтер. Всього за збірну Франції виступало шість футболістів: Марсель Ланжіє (17 матчів, 5 голів), Ноель Льєтер (7 матчів), Селестен Дельмер (5), Марсель Деруссо (2), Гайнріх Гілтль (1), Жан Секембер (1).
У 1945 році команди з Рубе («Ексельсіор», «Расінг») і сусіднього Туркуена об'єдналися в один клуб — «Рубе-Туркуен». Новостворений колектив, у першому повоєнному чемпіонаті посів третє місце, а наступного сезону став чемпіоном Франції.
1970 року «Ексельсіор» було засновано вдруге. Перший сезон виступав у третьому дивізіоні, а надалі — на аматорському рівні. 1978 року об'єднався з «Спортінгом» (Рубе) в команду «Олімпік».

## Досягнення
- Володар кубка Франції (1): 1933